# オタカール・シェフチーク
オタカール・シェフチーク（Otakar Ševčík, 1852年3月22日 Horažďovice - 1934年1月18日 ピーセク）はチェコのヴァイオリニスト・音楽教師。ハーチェクを略して「セブシック」とも呼ばれる。ソリストや室内楽奏者として活躍し、ウジェーヌ・イザイの共演者も務めた。

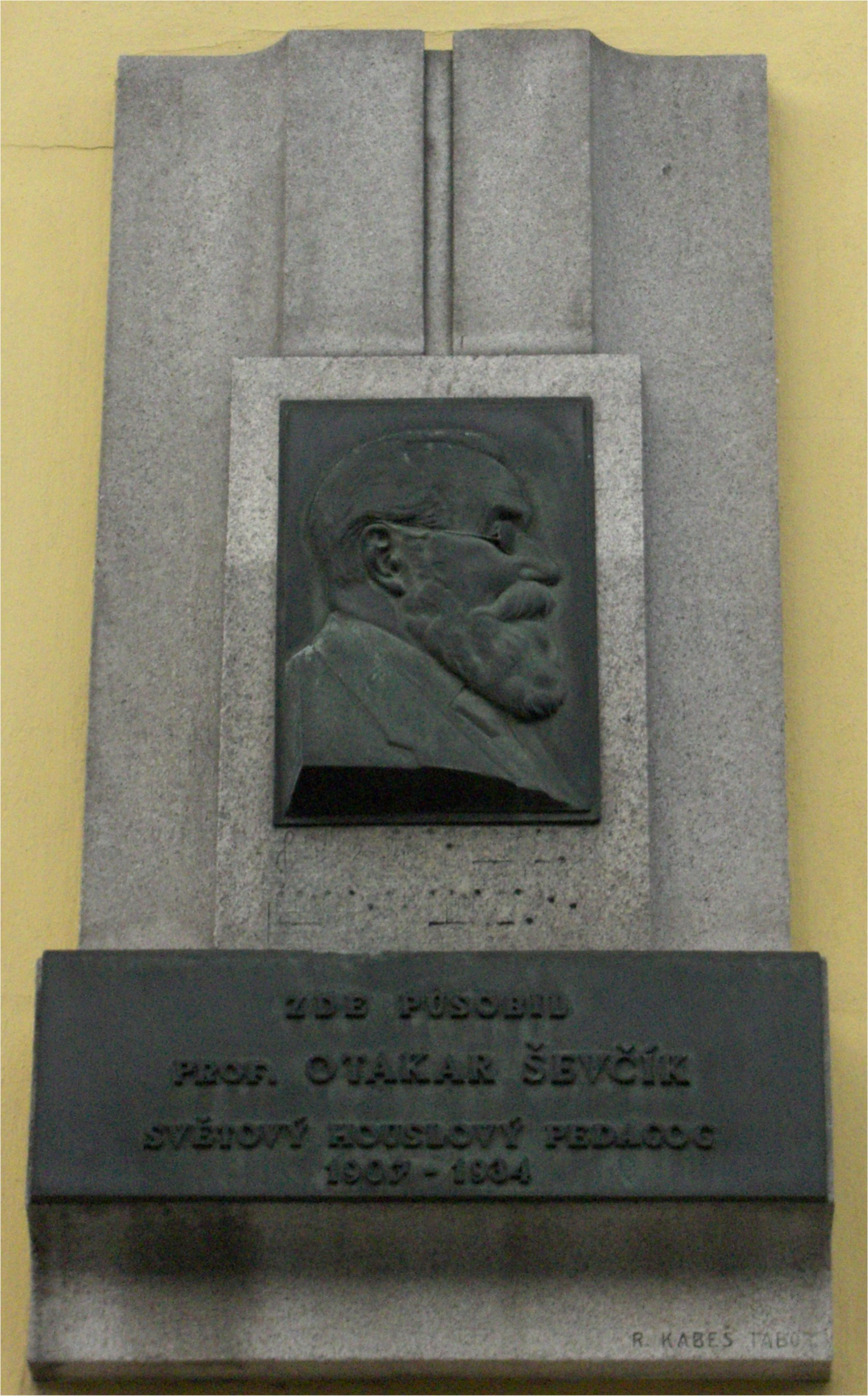
ピーセクにあるシェフチークの記念碑

## 略歴
父親からバイオリンの手ほどきを受けた後、プラハ音楽院にてベネヴィッツに師事（1866年–70年）。1870年よりモーツァルテウム管弦楽団においてコンサートマスターを務め、ザルツブルクで教鞭を執る。1873年よりプラハ国民劇場やウィーンのコーミッシェ・オーパーならびにリング劇場においてコンサートマスターを歴任。1875年から1892年までキエフのロシア帝国音楽協会でヴァイオリン教授を務めると同時に、間もなくソリストとして頻繁に活動するようになった。1892年にプラハ音楽院ヴァイオリン科の主任教授に任ぜられる。長年眼の痛みに悩まされていたが、1894年に眼窩肉腫手術により左眼を摘出した。1906年に退任後は、ピーセクで個人教師を務めた。1909年にウィーン音楽院ヴァイオリン科の主任教授となるが、第一次世界大戦末期の1918年に、国籍を理由に解任されたためプラハ音楽院に復職し、1921年に退職。その後は、アメリカ合衆国や大英帝国で音楽教師として暮らした。ピーセクにて他界。

## 教育活動
ヤン・クベリークやヤロスラフ・コチアン、フアン・マネン、マリー・ホール、エリカ・モリーニらの門弟が成功を収めたことにより、世界中から音楽学生がシェフチークの許に集まった。また、ハルキウ（ハリコフ）やロンドン、ボストン、ニューヨーク、シカゴでも教師として令名を馳せた。シェフチークが出版したヴァイオリンの研究書や奏法論は、今なおヴァイオリン指導の必携の書として有用である。
シェフチークの生徒はわかっているだけで1000人以上おり、日本人には1920年代に欧州留学していた林龍作(1887-1960）がいる。林は帰国後シェフチーク奏法に関する本を何冊か出している。前田璣（たまき）もシェフチークに一時期師事していた。前田は、新交響楽団コンサートマスターから出発してセミクラシックや軽音楽でも活躍し、東京放送管弦楽団の指揮者として初期の紅白歌合戦での音楽面レベルアップに尽くした人物である。

## 演奏活動とレパートリー
シェフチークはある時期から演奏活動を停止しており、レオーネ・シニガーリャなど同時代の作曲家から演奏を依頼されても、レオン・サメティーニなどの弟子に演奏を任せていた。
また、シェフチークはドヴォジャークの『ヴァイオリン協奏曲』を好んでおらず、弟子達にも演奏させなかった。

## 評価
ヴァイオリニストのジャック・ティボーは「シェフチークはまるっきり魂のない機械的なシステムですが、ずば抜けて精確な演奏をするヴァイオリニストを数多く生んできたのは疑いのないことです。しかし本当の才能を潰してきたこともまた争う余地はありません」と評しており、シェフチークの弟子であるヤン・クーベリックについて「才能があったにもかかわらずセヴシックの犠牲者となってしまった」と述べた。
同じく、一時期シェフチークに師事していたレオン・サメティーニは、シェフチークの教育は左手の使い方に重きを置きすぎており、弓の使い方については「かなり劣っていた」と述べている。また、音楽的な美しさや解釈よりも技術を優先していたとも述べており、シェフチークの前でベートーヴェンの『ヴァイオリン協奏曲』を演奏した際、音程やパッセージの明瞭さについてしか指摘されなかったと回想している。しかしその一方で、シェフチークには「いかに練習するかということを学生に教え込んだ」「すべてのメカニカルな問題、とりわけ運指の問題をすっかり明白・明快にした」という功績があるとも述べている。
また、レオポルド・アウアーとシェフチークに師事したデイヴィット・ホッホスタインは、両名を比較して「シェフチークが精巧に組み立てられたシステムによって技術を教えるのに対し、アウアーは主に曲をどう演奏するかという観点から、実に個性的に自分の考えを実演で示すのです。やる気のある学生ならどちらからも価値のあることをたくさん学べます。シェフチークは並みの才能の学生を、少なくとも技巧的な面に関しては優れたヴァイオリニストに育てることができる教師。他方アウアーは非凡な才能の学生にとって理想的な教師。一般的にいえば2人の違いはこんなふうに表現できるかもしれませんね」と述べている。

## 関連文献
- Ševčík, Otakar. The Little Ševčík, An Elementary Violin Tutor (1901). Miami, Florida: Kalmus/Warner Music. ISBN 0-7692-9729-3.
- “Ševčík,  Otakar” (German). Österreichisches Musiklexikon.   Verlag der Österreichischen Akademie der Wissenschaften. 2008年7月16日閲覧。